# 陳揆 (常熟藏書家)
陈揆（1780年—1825年），字子准，江苏常熟人。

## 生平
生于乾隆四十五年（1780年），嘉庆四年（1799年），为诸生。好藏書。道光三年（1823年），家鄉遭遇水灾，捐七十万钱为煮粥费。與張金吾合稱藏书二友，陈揆之妻张昭容，为张金吾胞妹。黃廷鑑《藏書二友記》說陳揆和張金吾二人“家世儒學”。道光五年（1825年）六月，去世。墓在常熟白龙港唐石桥。殁后书亦尽散。

## 家族
父陈莹，为诸生。